# Pacífico (sör)
A Pacífico egy mexikói világos sör, amelyet a Grupo Modelo gyárt. Neve, amely a Csendes-óceán spanyol nevéből (Océano Pacífico) származik, arra utal, hogy elsősorban az óceán partján fekvő Mazatlánban állítják elő.
A Pacífico eredeti változata, a ma Pacífico Clara néven gyártott típus a 20. század elején született meg, majd 1954-ben a Grupo Modelo felvásárolta a mazatláni gyárat. 1985 óta exportálják az Amerikai Egyesült Államok déli és nyugati államaiba, ahol a 2010-es években a tizenötödik legkedveltebb importsör volt. 2008-ban jelent meg a Pacífico Light, amelynek alkoholtartalma, szemben az eredeti sör 4,5%-ával, mindössze 3,0%.

## Története

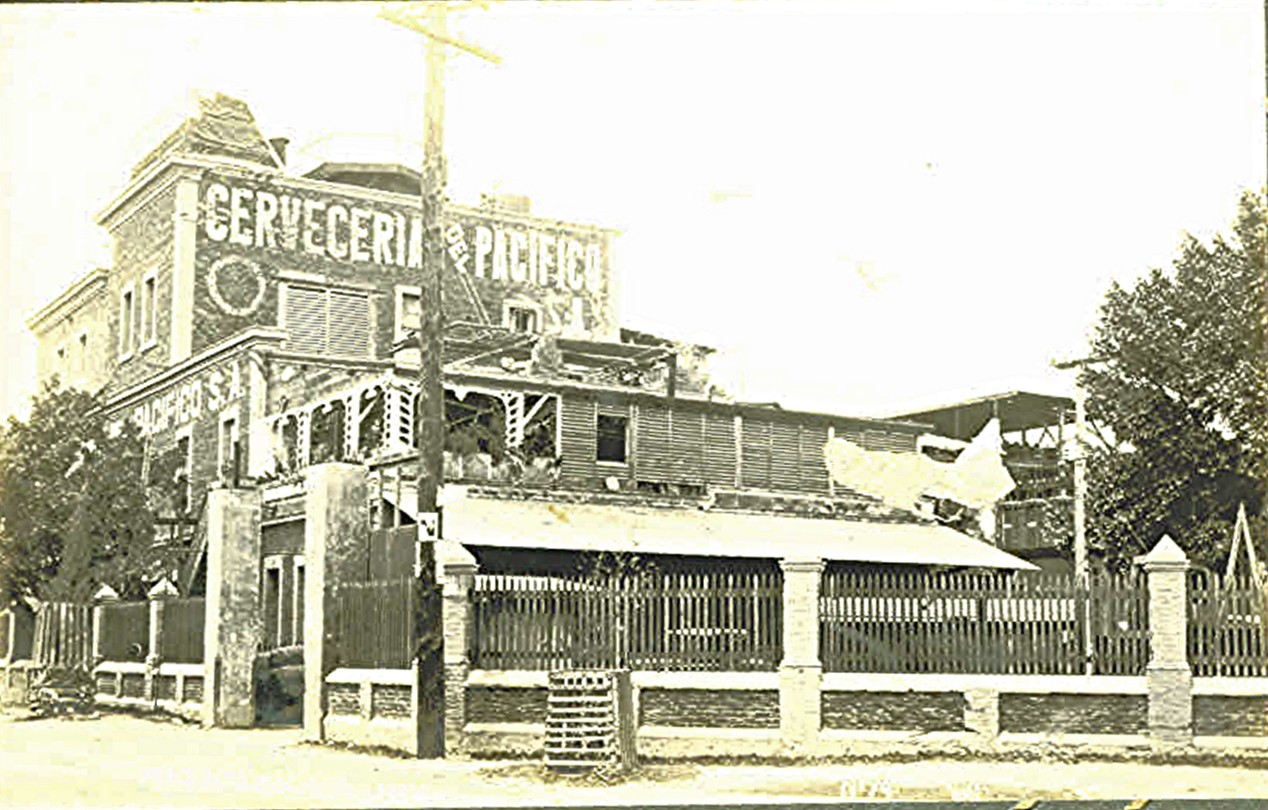
Régi kép a sörgyárról

Mazatlán városában az első sörfőzési kísérletek 1866-ban történtek: Celso Furhken ekkor főzött először Gambrinus néven sört, méghozzá a Melchers és Testvérei Kereskedőház által egyenesen Németországból importált malátából és komlóból, ám mivel előállítása drága volt, és nem sokan vásárolták, ezért hamarosan abbahagyta a gyártást. A következő főzde (a német Jacobo Lang tulajdona) 1880-ban nyílt meg a városban, a Cinco de Mayo, a Belisario Domínguez, a Luis Zuñiga és az Alejandro Quijano utcák által határolt területen, Cervecería Nacional („Nemzeti Sörfőzde”) névvel. 1897-ben egy rövid ideig egy El León nevű főzde is működött a városban, amelyet Alejandro Loubet y Guzmán és Ricardo Careaga alapított, de ez hamar megszűnt. A tíz munkással dolgozó Nacional üzem is bezárt 1900-ban, amikor Lang elhunyt, az így keletkező űrt pedig az Jacobo Shule próbálta betölteni egy újabb sörgyár alapításával, aki a németországi Einbeckből, az akkori „világ sörfővárosából” származott. Hozzá csatlakoztak a mexikói Melchers család tagjai, több német sörfőző (Germán Evers, Cesar Boelken, Federico Murberg, Jorge Clausen és Emilio Philippi), valamint az egykori León főzde alapítója, Loubet y Guzmán. Az új gyár építése már 1900-ban megkezdődött, majd 1901 tavaszán meg is nyílt. Az eredeti épület három szintes volt, téglából és fából készült, tetején pedig még egy kilátót is megnyitottak, ahonnan az óceánban és annak több szigetében lehetett gyönyörködni. A termelt sörnek is nagy sikere volt: többek között a Bajorországban és más, nagy sörfőző hagyományokkal rendelkező európai területeken sok tapasztalatot gyűjtő, és azokat itt is alkalmazó Boelkennek köszönhetően a gyárnak a kezdetektől fogva sikerült kiváló minőségű sört előállítania. A készterméket tölgyfahordókban tárolták, majd színtelen üvegekbe töltötték, és pálmaszövettel árnyékolva védték meg a napfénytől, később pedig áttértek a barna színű üveg használatára.
1954-ben a gyárat felvásárolta a Grupo Modelo, de a márka nem szűnt meg. 2010-re a gyár termelése elérte az évi 15 millió litert, az alkalmazottak száma pedig a 400-at. A sört ekkorra már a világ számos országába exportálták. 2013-ban a FindTheBest értékelése szerint a Pacífico bizonyult az egész világ legjobb sörének.

## Képek

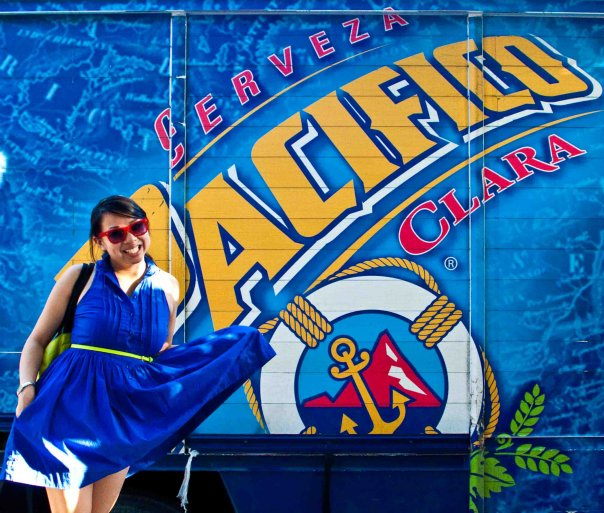
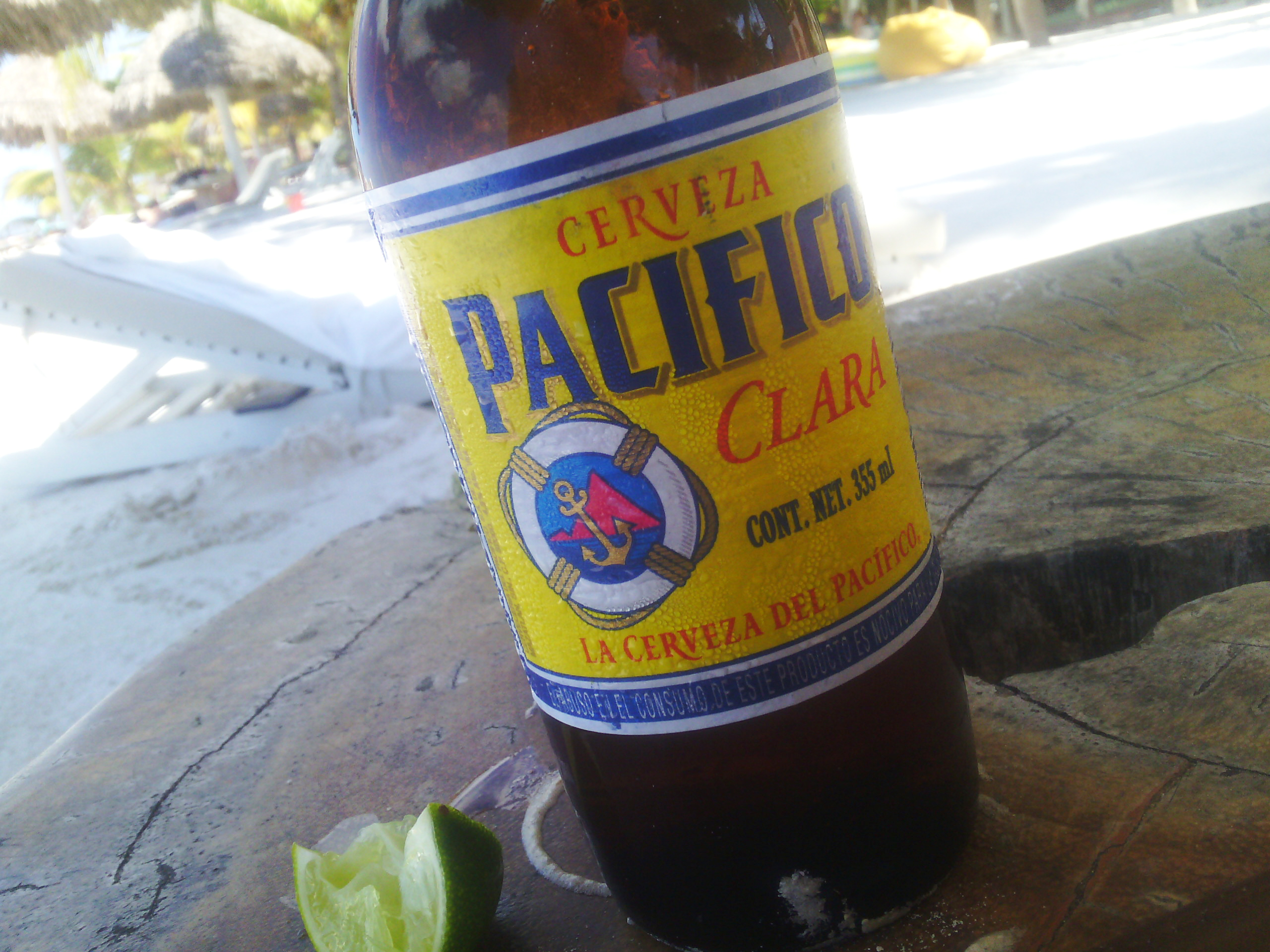
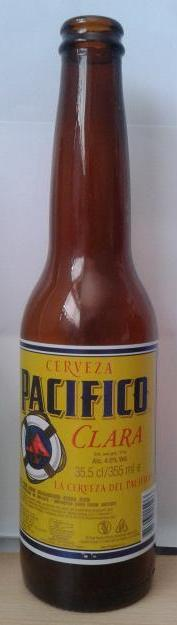
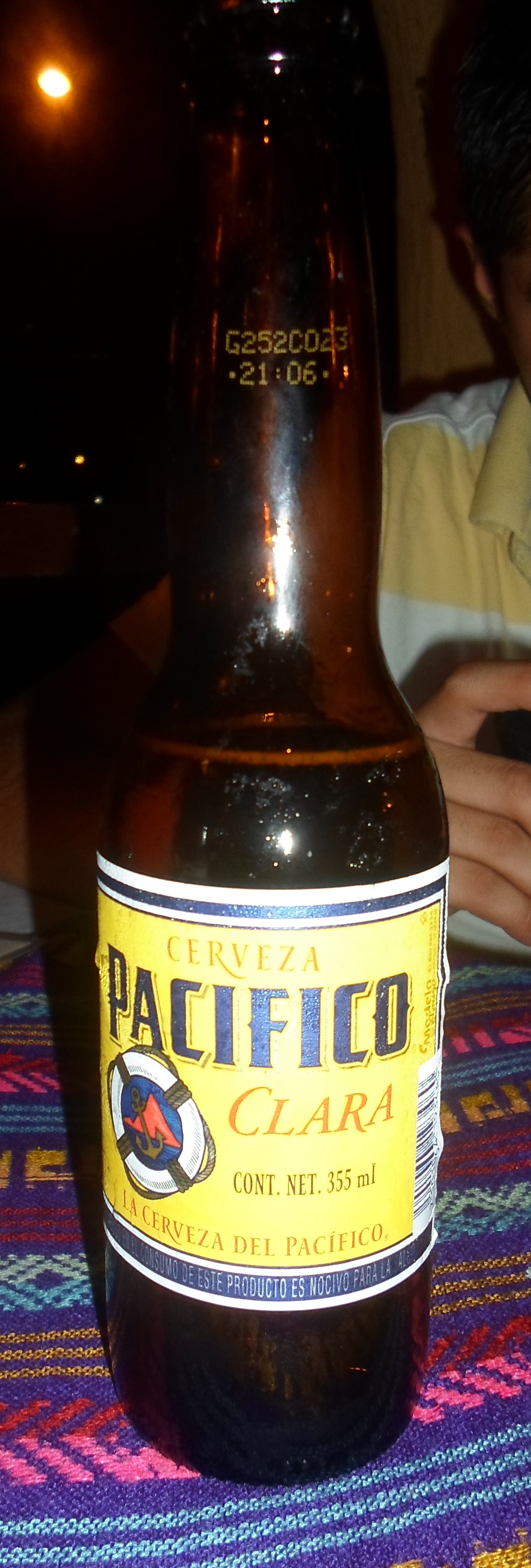